# Quintus Caecilius Metellus Macedonicus
Quintus Caecilius Metellus Macedonicus (207 př. n. l. – 115 př. n. l. Řím) byl římský konzul, vojevůdce a praetor. Byl nejstarším synem Quinta Caecilia Metella, konzula v roce 206 př. n. l. Rodina Caecilii Metellii patřila k nejvýznamnějším a nejbohatším vrstvám římské republiky. I přes svůj plebejský původ zastávali všichni členové rodu od počátku 3. století př. n. l. úřad konzula, přičemž se mnohokrát osvědčili i jako zdatní vojevůdci.
Macedonicus byl vojenským velitelem během třetí makedonské války v letech 171 až 168 př. n. l.. O dvacet let později sehrál ústřední roli ve čtvrté makedonské válce. Tento konflikt vypukl poté, co se dobrodruh jménem Andriskos prohlásil za potomka posledního makedonského krále Persea a s podporou lidu se chopil vlády v Makedonii. Andriskovi se pak podařilo shromáždit vojsko, s nímž v roce 149 př. n. l. přemohl proti němu vyslanou římskou armádu, jíž velel praetor Publius Iuventius Thalna (jenž v bitvě padl). Teprve druhá římská armáda vedená Quintem Ceciliem Metellem (rovněž ve funkci praetora) Andriska v roce 148 př. n. l. pokořila. Po svém vítězství přeměnil Metellus Makedonii v římskou provincii.
V roce 146 př. n. l. zaútočil proti Achajům, kteří v Korintu urazili vyslance římského senátu a vyhlásili válku Spartě. Následně nad nimi dosáhl rozhodných vítězství v bitvách u Skarpeie a u Chairóneie. Po svém návratu do Itálie byl poctěn triumfem a čestným přízviskem (agnomen) Macedonicus. Tři roky poté byl za zásluhy během boje proti Keltiberům v Hispánii zvolen konzulem.
V roce 131 př. n. l. působil spolu s dalším plebejem, Quintem Pompeiem, jako censor. Metellus a Pompeius tehdy navrhovali zákon, jenž by všem Římanům uložil povinnost vstoupit do manželského svazku. Tento návrh však nikdy nevstoupil v platnost. Jako censor proslul svou přísností, když zbavil mnoho římských senátorů jejich funkce a jednoho z nich, tribuna lidu Gaia Atinia Labeona, chtěl dokonce dát svrhnout z Tarpejské skály. Pouze intervence jiného tribuna Labeonovi zachránila život. Na Martově poli dal Metellus vztyčit skvostné sloupořadí (Porticus Metelli) a dva chrámy zasvěcené Jovu Zastaviteli (Jupiter Stator) a Junoně.
Patřil mezi konzervativní odpůrce reformních návrhů bratří Gracchů, zemřel v roce 115 př. n. l. ve věku 92 let.